# Fabien Lefèvre
Fabien Lefèvre (Orleães, Loiret, 18 de junho de 1982) é um canoísta de slalom francês na modalidade de canoagem.

## Carreira
Foi vencedor da medalha de prata em Pequim 2008 e da medalha de bronze em Atenas 2004, ambas na categoria slalom K-1.